# Symposium
Symposium er en latiniseret form af det græske ord symposion (se artikel)(græsk: sym- sammen, posion- drikke, druk) dvs. oprindelig et drikkelag, men i moderne tid er det kommet til nærmest at betyde et uformelt møde, eller et arrangeret men uformelt diskussionsforum eller konference.